# Taurus Film ITD
Taurus Film ITD – łódzkie studio filmowe założone w 1994 roku przez dr. nauk filmowych Leszka Orlewicza. Taurus Film specjalizuje się w produkcji i dystrybucji filmów dokumentalnych, naukowych, promocyjnych i reklamowych. Od początku istnienia studio zrealizowało ponad sto produkcji dokumentalnych i edukacyjnych.

## Początki studia
Studio powstało w 1994 roku, początkowo jako Taurus Film Ltd. Spółka z o.o.; od sierpnia 2002 roku funkcjonuje pod nazwą Taurus Film ITD. Pierwotnie firma była głównie montażownią filmową, stosującą technologię montażu cyfrowego jako pierwsza w Europie Wschodniej. Ze względu na lepszą, w porównaniu z metodą analogową, efektywność edycji cyfrowej, z usług Taurusa korzystały wówczas czołowe wytwórnie filmowe oraz twórcy tacy jak Andrzej Wajda. 

## Produkcja własna
W następnych latach studio zrealizowało szereg własnych produkcji dokumentalnych. Do najważniejszych należą: Pożegnanie z Julią, Wiola (laureat nagrody Grand Prix Biała Kobra na festiwalu mediów Człowiek w Zagrożeniu w 1996) i Choreograf. Taurus rozpoczął również produkcję filmów edukacyjnych – m.in. I ty możesz być modelką dla Krajowej Izby Mody oraz cykl filmowych podręczników dla Polskiego Związku Jeździeckiego. Szczególnie istotnym aspektem działalności studia są filmy medyczne. Taurus Film ITD jest producentem m.in. cyklu Wygrać życie, traktującego o nowotworze piersi, filmu Mężczyzna po pięćdziesiątce czyli co z tą prostatą oraz cyklu filmów kardiologicznych z udziałem prof. Zbigniewa Religi pt. Serce nie sługa.

## Filmowa Encyklopedia Nauki Polskiej
W roku 2006 studio rozpoczęło produkcję cyklu 36 filmów opisujących wykorzystanie nowoczesnych technologii w medycynie, pod wspólną nazwą Filmowa Encyklopedia Nauki Polskiej. Cykl był współfinansowany przez Ministerstwo Nauki i Szkolnictwa Wyższego. W produkcji wzięli udział wybitni specjaliści z różnych dziedzin medycyny. W skład cyklu wchodzą następujące filmy:
- Polimery w medycynie
- Medyczne lasery
- Radiologia w diagnostyce niewydolności serca
- Echokardiografia w kardiomiopatii rozstrzeniowej
- Koronarografia
- Kardiologia interwencyjna
- Ergospirometria
- Radioterapia konformalna
- Brachyterapia w leczeniu raka gruczołu krokowego
- Diagnostyka i leczenie raka płuca
- Przyspieszacze liniowe w radioterapii raka piersi
- Termowizja w diagnostyce chorób onkologicznych
- Laser rubinowy w leczeniu chorób serca
- Laseroterapia w leczeniu choroby alkoholowej
- Technika i technologia medyczna XXI wieku w leczeniu zmian i dysfunkcji stawu kolanowego: Rekonstrukcja więzadła krzyżowego, Endoproteza stawu kolanowego, Artroskopia
- Rehabilitacja stawu kolanowego (14’30”)
- Układ krążenia - Elektrokardiografia
- Układ krążenia - Test ergospirometryczny w niewydolności serc
- Układ krążenia - Radiologia w diagnostyce niewydolności serca
- Układ krążenia - Kardiochirurgia
- Układ krążenia - Zaburzenia rytmu serca
- Świat widziany dźwiękiem
- Mężczyzna po pięćdziesiątce, czyli co z tą prostatą
- Śmiertelny dymek
- Światło w tunelu
- Fotodynamiczna terapia nowotworów
- Ultradźwięki w technice i chemii: Ultradźwięki; Ultradźwięki w przyrodzie, technice i chemii; Ultradźwięki w medycynie
- Wirusowe zapalenie wątroby - czy nie ma ratunku?
- Nanodiamenty: Diamenty w kosmosie i wokół nas; Nanodiamenty w medycynie
- Videoendoskopia
- Fizyka, biocybernetyka i elektronika w inwazyjnych i nieinwazyjnych metodach chirurgii serca
- Robin Heart - chirurgia nowego pokolenia
- Zawał serca: Diagnostyka; Leczenie i profilaktyka
- Sztuczne serce - maszyna życia
- Po co nam tarczyca - współczesne techniki radykalnego leczenia gruczołu tarczowego
- Myślą i okiem steruję komputerem

## Filmowa Biblioteka Naukowa 3D
Od roku 2012 Taurus Film ITD produkuje cykl filmowych podręczników naukowych pt. Filmowa Biblioteka Naukowa 3D. Podobnie jak Filmowa Encyklopedia Nauki Polskiej, cykl ten jest współfinansowany przez Ministerstwo Nauki i Szkolnictwa Wyższego. Jest to pierwszy w Polsce i na świecie cykl naukowy realizowany w technologii obrazu telewizyjnego 3D. Pierwszym filmem Biblioteki jest Kardiologia XXI w., poświęcona współczesnym metodom diagnostyki i leczenia chorób serca; planowana jest realizacja następnych filmowych podręczników dla innych gałęzi medycyny.

## Osiągnięcia i nagrody
- Grand Prix "Biała Kobra" za film dokumentalny Wiola na festiwalu mediów Człowiek w zagrożeniu (1996 r.)
- udział filmów Wiola i Pożegnanie z Julią w Międzynarodowym Festiwalu Filmów Krótkometrażowych w Krakowie w 1997 r. (pokazy specjalne)
- udział filmu Choreograf w festiwalach w Amsterdamie, Londynie, Moskwie i Tokio w 2002 r.[1]